# Либертарианская утопия
Было много попыток и предложений создать либертарианскую утопию в контексте правого либертарианства. Энтони ван Фоссен пишет, что каждая офшорная зона — это вариация на тему суверенной правой либертарианской утопии.
Алекс Табаррок утверждает, что на тихоокеанских островах было несколько попыток, таких как Республика Минерва. Чартерные города были еще одним предложением выйти из традиционных политических договоренностей и создать систему с гораздо большими возможностями для нововведений в правилах. Книга Роберта Нозика «Анархия, государство и утопия» содержит заключительную главу, в которой описывается плюралистическая либертарианская утопия.
Теоретическая либертарианская утопия, основанная конкретно на анархо-капитализме, иногда называется Анкапистан, сочетая термины «анкап» и суффикс «стан».
Предложения об анархо-капиталистическом обществе рассматриваются Дриё Годфриди как «утопические по своей сути». Дэвид Боаз утверждал, что выбор потребителя, которому способствует система свободного рынка, создаст основу, которая может предложить «тысячи версий утопии, удовлетворяющие желаниям разных людей».